# Triopha
Genre
Triopha est un genre de mollusques de l'ordre des nudibranches et de la famille des Polyceridae.

## Liste des espèces
Selon World Register of Marine Species, on compte trois espèces :
- Triopha catalinae (Cooper, 1863)
- Triopha maculata MacFarland, 1905
- Triopha occidentalis (Fewkes, 1889)

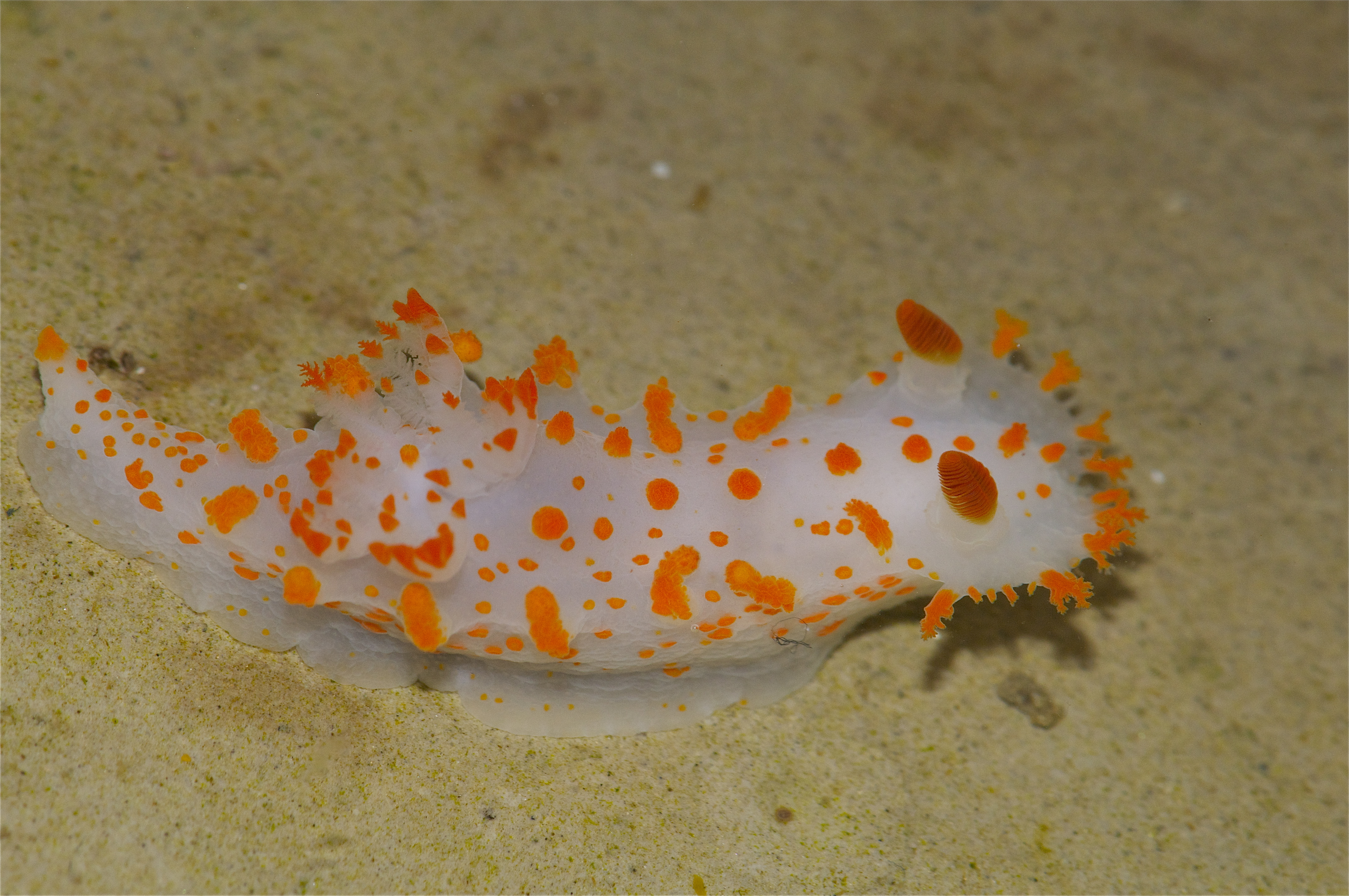
Triopha catalinae
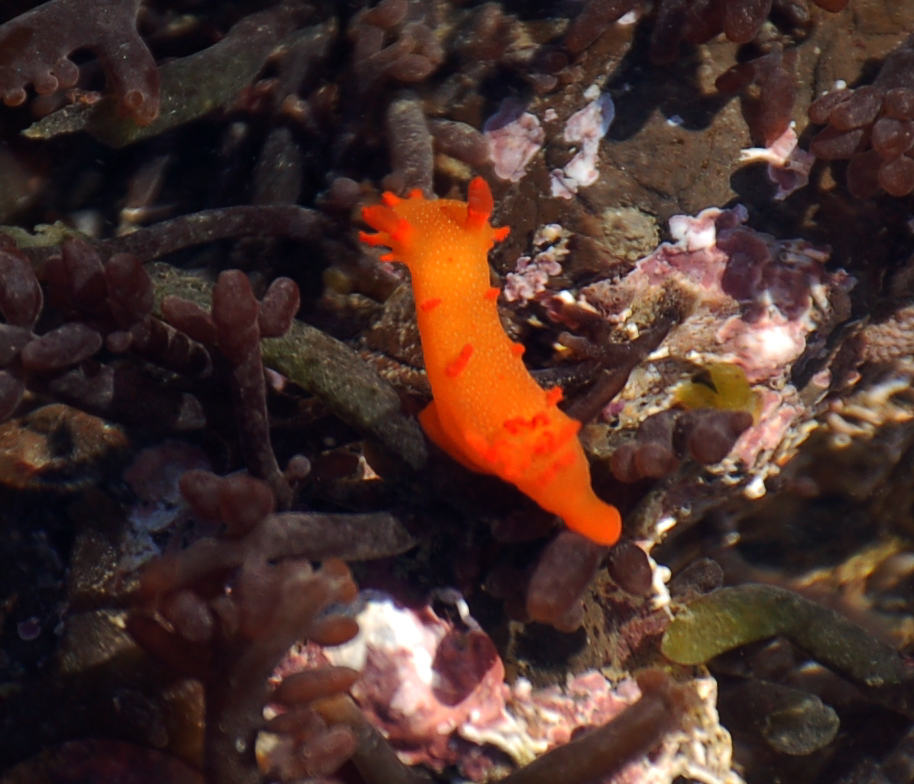
Triopha maculata